# Killer Joe (film)
Killer Joe è un film del 2011 diretto da William Friedkin, basato sull'omonimo lavoro teatrale del premio Pulitzer Tracy Letts, che ha curato anche la sceneggiatura.
Il film è stato presentato in concorso alla 68ª Mostra internazionale d'arte cinematografica di Venezia.

## Trama
Dallas, Texas. Chris Smith, giovane spacciatore, si ritrova nei guai dopo che la madre Adele gli ha rubato e fatto sparire una partita di droga di proprietà di Digger Soames, il boss locale, il quale gli ha dato tempo pochi giorni per ripagarlo della perdita, pena l'uccisione. Il ragazzo è quindi costretto a prendere una terribile decisione: far uccidere la madre per incassare la sostanziosa polizza da 50.000 dollari che la donna ha assicurato sulla propria vita e che ha intestato a Dottie, la dolce e un po' svampita sorella minore di Chris.
Quindi, con la complicità dell'ottuso padre Ansel e dell'opportunista matrigna Sharla, Chris si mette in contatto con il pericoloso Joseph "Killer Joe" Cooper, un poliziotto con evidenti squilibri mentali e un secondo mestiere di killer a pagamento, per commissionargli l'omicidio. Inizialmente non disposto ad accettare l'incarico a causa dell'impossibilità di Chris di pagarlo in anticipo, Joe rimane colpito dalla bellezza e dal candore infantile di Dottie, proponendo al fratello e al padre di cedergli la ragazza come "caparra sessuale", in attesa dell'incasso della polizza e quindi del pagamento effettivo pari a 25.000 dollari. Chris, combattuto tra la paura della punizione di Soames, e l'attaccamento profondo, quasi morboso, per la sorella, finisce per accettare la proposta del killer, che quindi intreccia una relazione con la ragazza.
Alcuni giorni dopo Chris viene selvaggiamente picchiato dagli scagnozzi di Soames, che gli intima di pagarlo entro due soli giorni ma, nonostante questo, non se la sente di portare avanti il piano e cerca di convincere Joe ad annullare tutto, salvo poi scoprire che il poliziotto ha già ucciso Adele.
Alla morte della donna si scopre che il beneficiario dell'assicurazione non è Dottie, bensì Rex, l'avido marito di Adele. Lo stesso Rex approfittando della situazione, aveva infatti parlato di Killer Joe a Chris, affinché facesse uccidere la donna per entrare in possesso della somma, facendo credere al ragazzo che Dottie avrebbe ereditato quei soldi. Sconvolto da tale notizia e furioso per essere stato ingannato, Chris decide di fuggire in Perù, per salvarsi dalla punizione di Soames e da una possibile rappresaglia di Joe, e di portare Dottie con sé. Nel frattempo un furioso Joe, indagando su Rex, scopre che l'uomo e Sharla avevano una relazione e avevano architettato il tutto per mettere le mani sui soldi dell'assicurazione e fuggire. Si scopre inoltre che, poiché in caso di morte accidentale l'assicurazione paga il doppio, i soldi ereditati da Rex ammontano a ben 100.000 dollari, che l'uomo non ha mai avuto intenzione di dividerli con Sharla e che, dopo aver incassato l'assegno, Rex si prepara a far perdere le sue tracce dirigendosi verso l'aeroporto più vicino per partire da solo alla volta della Thailandia, venendo fermato lungo la strada da Joe, che lo uccide e recupera l'assegno, che risulta però inutilizzabile essendo intestato a Rex. Dopo aver messo sotto torchio Sharla fino a farle confessare tutto, la tortura e umilia, picchiandola e costringendola a simulare una fellatio ad una coscia di pollo fritto, il tutto sotto gli occhi di Ansel che, infuriato per il tradimento della moglie, non alza un dito per aiutarla. Dopo ciò, Joe informa i due che, non potendo ricevere il suo compenso in denaro, porterà via Dottie con sé, e che, se Chris proverà ad impedirglielo, li ucciderà tutti.
Di lì a poco Chris, uscito di casa per procurarsi una pistola con la quale affrontare Joe, rientra e, dopo aver ascoltato la comunicazione di Joe a tutta la famiglia di portarsi via Dottie e di sposarla, lo minaccia con l'arma appena acquistata. Tuttavia Joe, aiutato da Ansel e Sharla, riesce a disarmare facilmente il ragazzo e comincia a picchiarlo brutalmente, quando una disperata Dottie si arma della pistola del fratello, e spara sia a Chris che ad Ansel, uccidendo il primo e ferendo gravemente il secondo, dopodiché rivolge l'arma contro Joe, comunicandogli di essere incinta. Joe, terrorizzato dall'improvvisa furia della ragazza, appare tuttavia felicissimo per l'inaspettata notizia, mentre Dottie si prepara a premere ancora una volta il grilletto. Il finale resta aperto, lasciando nel dubbio il destino di Joe.

## Promozione
Il 24 settembre 2012 sono stati diffusi online trailer e poster italiani del film.

## Distribuzione
Il film è stato presentato in concorso al Festival di Venezia 2011 l'8 settembre 2011 e successivamente alla 36ª edizione del Toronto International Film Festival. È uscito nelle sale italiane l'11 ottobre 2012.

## Riconoscimenti
- 2011 – Mostra internazionale d'arte cinematografica di Venezia
  - Mouse d'oro
- Academy of Science Fiction, Fantasy & Horror Films: Saturn Award per miglior attore e miglior film indipendente